# Ponce Grand Prix
Le Ponce Grand Prix (nom officiel : Ponce Grand Prix de athletismo) est un meeting international d'athlétisme qui se déroule une fois par an au Stade Francisco Montaner de Ponce, à Porto Rico. Cette compétition figure à partir de 2012 parmi les 15 meetings du Challenge mondial de l'IAAF.

## Records du meeting

### Hommes
| Epreuve           | Record             | Athlète                | Nationalité        | Date        | Ref |
| ----------------- | ------------------ | ---------------------- | ------------------ | ----------- | --- |
| 100 m             | 10 s 05 (0.0 m/s)  | Nickel Ashmeade        | Jamaïque           | 14 mai 2011 |     |
| 200 m             | 20 s 21 (+1.2 m/s) | Brendan Christian      | Antigua-et-Barbuda | 17 mai 2008 |     |
| 400 m             | 44 s 14            | LaShawn Merritt        | États-Unis         | 17 mai 2014 |     |
| 800 m             | 1 min 44 s 79      | Duane Solomon          | États-Unis         | 17 mai 2014 |     |
| 1500 m            | 3 min 36 s 64      | Geoffrey Kipkoech Rono | Kenya              | 19 mai 2007 |     |
| 3000 m            | 8 min 02 s 71      | Andrew Poore           | États-Unis         | 18 mai 2013 |     |
| 110 m haies       | 13 s 12 (0.0 m/s)  | David Oliver           | États-Unis         | 8 mai 2010  |     |
| 400 m haies       | 47 s 72            | Javier Culson          | Porto Rico         | 8 mai 2010  |     |
| Saut à la perche  | 5,60 m             | Lázaro Borges          | Cuba               | 12 mai 2012 |     |
| Saut en longueur  | 8,27 m (+0.9 m/s)  | Brian Johnson          | États-Unis         | 17 mai 2008 |     |
| Triple saut       | 16,85 m (+1.3 m/s) | Walter Davis           | États-Unis         | 12 mai 2012 |     |
| Lancer du marteau | 79,31 m            | Krisztian Pars         | Hongrie            | 17 mai 2014 |     |
| Lancer du javelot | 75,32 m            | Curtis Moss            | Canada             | 12 mai 2012 |     |

### Femmes
| Epreuve           | Record             | Athlète            | Nationalité | Date        | Ref |
| ----------------- | ------------------ | ------------------ | ----------- | ----------- | --- |
| 100 m             | 11 s 01 (-0.9 m/s) | Tianna Madison     | États-Unis  | 12 mai 2012 |     |
| 200 m             | 22 s 37 (+0.3 m/s) | Tianna Madison     | États-Unis  | 12 mai 2012 |     |
| 400 m             | 50 s 72            | Natasha Hastings   | États-Unis  | 12 mai 2012 |     |
| 800 m             | 1 min 59 s 82      | Hazel Clark        | États-Unis  | 17 mai 2008 |     |
| 1500 m            | 4 min 15 s 72      | Marina Muncan      | Serbie      | 14 mai 2011 |     |
| 3000 m            | 8 min 53 s 38      | Gabe Grunewall     | États-Unis  | 17 mai 2014 |     |
| 100 m haies       | 12 s 71 (+1.0 m/s) | Kellie Wells       | Porto Rico  | 17 mai 2008 |     |
| 400 m haies       | 55 s 02            | Ajoke Odumosu      | Nigeria     | 16 mai 2009 |     |
| 3000 m steeple    | 9 min 37 s 62      | Genevieve LaCaze   | Australie   | 18 mai 2013 |     |
| Saut à la perche  | 4,58 m             | Mary Saxer         | États-Unis  | 17 mai 2014 |     |
| Saut en longueur  | 6,77 m (+1.8 m/s)  | Funmi Jimoh        | États-Unis  | 8 mai 2010  |     |
| Triple saut       | 14,87 m (+1.5 m/s) | Catherine Ibarguen | Colombie    | 17 mai 2014 |     |
| Lancer du javelot | 59,47 m            | Yainelis Ribeaux   | Cuba        | 12 mai 2012 |     |
| Lancer du marteau | 72,16 m            | Amanda Bingson     | États-Unis  | 17 mai 2014 |     |